# Onanì
Onani is een gemeente in de Italiaanse provincie Nuoro (regio Sardinië) en telt 448 inwoners (31-12-2004). De oppervlakte bedraagt 71,7 km², de bevolkingsdichtheid is 6 inwoners per km².
De frazione Mamone (coloni penale) maakt deel uit van de gemeente.

## Demografie
Onani telt ongeveer 159 huishoudens. Het aantal inwoners daalde in de periode 1991-2001 met 12,2% volgens cijfers uit de tienjaarlijkse volkstellingen van ISTAT.
| Jaar | Inwoneraantal |
| ---- | ------------- |
| 1991 | 539           |
| 2001 | 473           |

## Geografie
Onani grenst aan de volgende gemeenten: Bitti, Lodè, Lula.